# Cameraria tubiferella
Cameraria tubiferella là một loài bướm đêm thuộc họ Gracillariidae. Nó được tìm thấy ở Hoa Kỳ (bao gồm Kentucky, Maine, New York, Maryland và Pennsylvania).
Sải cánh dài khoảng 8 mm.

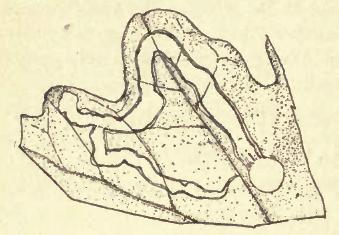
Mine

Ấu trùng ăn Quercus species, bao gồm Quercus alba, Quercus michauxii và Quercus virginiana. Chúng ăn lá nơi chúng làm tổ.